# Primelephas
Primelephas (лат.) — вымерший род млекопитающих, примитивные представители семейства слоновых. Жили в эпоху миоцена и плиоцена, окаменелости найдены в Африке на территории Чада, Кении, Танзании, Уганды и Эфиопии. В отличие от других слоновых, обладали четырьмя бивнями. Родовое название образовано от лат. primus elephas — «первый слон».
Возможно, Primelephas были предками мамонтов, а также африканских (Loxodonta) и индийских (Elephas) слонов, линии которых разделились около 6 млн лет назад.
Известен один вид —  Primelephas korotorensis Coppens, 1965, был описан на 5 лет раньше, первоначально как Stegodon korotorensis, и назван в честь местности Коро Торо в Чаде, в которой найдены его ископаемые остатки (как и остатки некоторых других животных). В 1973 году Maglio определил принадлежность этого вида к роду Primelephas. Ранее выделялся второй вид Primelephas gomphotheroides, видовое название которого означает «гомфотериообразный». Он был описан Vincent Maglio в 1970 году спустя 5 лет после открытия первого вида и в дальнейшем был признан младшим синонимом первого.